# Allsvenskan 2015/16
Die Allsvenskan 2015/16 ist die Austragung der schwedischen zweithöchsten Unihockeyliga.

## Modus
Die zweithöchste schwedische Liga ist in zwei Gruppen unterteilt. Die Unterteilung erfolgt nach geografischen Kriterien. Die ersten vier der regulären Saison spielen um den Aufstieg in die höchste schwedische Spielklasse, die SSL. Für den Rang fünf bis 9 ist die Saison mit dem letzten Spiel der regulären Saison beendet. Mannschaften auf den Rängen 10 bis 12 steigen direkt in die Division 1 ab. Dabei werden sie wieder nach geografischen Kriterien zugeordnet.

## Allsvenskan Södra

### Hauptrunde

#### Teilnehmer
| Mannschaft                  | Ortschaft  |
| --------------------------- | ---------- |
| Åstorp/Kvidinge IBS         | Åstorp     |
| Craftstadens IBK Oskarshamn | Oskarshamn |
| Fagerhult Habo IBK          | Habo       |
| FBC Kalmarsund              | Kalmar     |
| FBC Lerum                   | Lerum      |
| Höllvikens IBF              | Höllviken  |
| IBF Göteborg                | Göteborg   |
| IBF Örebro                  | Örebro     |
| Jönköpings IK               | Jönköping  |
| Lindås IBK                  | Göteborg   |
| Östra SK Jönköping          | Jönköping  |
| Visby IBK                   | Visby      |

#### Tabelle
|    | Mannschaft                  | Sp | S  | O (SD) | V  | T   | T   | TD  | P  |
| -- | --------------------------- | -- | -- | ------ | -- | --- | --- | --- | -- |
| 1  | Höllvikens IBF              | 22 | 17 | 2 (2)  | 3  | 156 | 99  | 57  | 55 |
| 2  | Jönköpings IK               | 22 | 15 | 1 (0)  | 6  | 149 | 120 | 29  | 46 |
| 3  | Lindås IBK                  | 22 | 13 | 5 (0)  | 4  | 140 | 106 | 34  | 44 |
| 4  | IBF Örebro                  | 22 | 13 | 4 (1)  | 5  | 148 | 116 | 32  | 44 |
| 5  | Visby IBK                   | 22 | 11 | 2 (0)  | 9  | 133 | 115 | 18  | 35 |
| 6  | Fagerhult Habo IBK          | 22 | 8  | 4 (2)  | 10 | 128 | 130 | −2  | 30 |
| 7  | FBC Kalmarsund              | 22 | 8  | 3 (0)  | 11 | 121 | 140 | −19 | 27 |
| 8  | Craftstadens IBK Oskarshamn | 22 | 7  | 4 (1)  | 11 | 104 | 127 | −23 | 26 |
| 9  | IBF Göteborg                | 22 | 7  | 4 (1)  | 11 | 114 | 151 | −37 | 26 |
| 10 | FBC Lerum                   | 22 | 6  | 3 (3)  | 13 | 113 | 128 | −15 | 24 |
| 11 | Östra SK Jönköping          | 22 | 6  | 3 (1)  | 13 | 119 | 138 | −19 | 22 |
| 12 | Åstorp/Kvidinge IBS         | 22 | 3  | 1 (1)  | 18 | 106 | 161 | −55 | 11 |

### Playoffs

#### 1. Runde
Die ersten vier der regulären Saison qualifizieren sich für die Halbfinals der Allsvenskan Södra.
|            |   |                | Serie | 1    | 2         | 3   |
| ---------- | - | -------------- | ----- | ---- | --------- | --- |
| IBF Örebro | – | Höllvikens IBF | 0:2   | 3:5  | 9:8 n. V. | –   |
| Lindås IBK | – | Jönköpings IK  | 1:2   | 15:3 | 3:6       | 4:7 |

#### 2. Runde
Somit steigt der Höllvikens IBK zur Saison 2016/17 in die Svenska Superligan auf.
|               |   |                | Serie | 1   | 2   | 3 |
| ------------- | - | -------------- | ----- | --- | --- | - |
| Jönköpings IK | – | Höllvikens IBF | 0:2   | 3:7 | 4:8 | – |

## Allsvenskan Norra

### Hauptrunde

#### Teilnehmer
| Mannschaft              | Ortschaft  |
| ----------------------- | ---------- |
| Balrog B/S IK           | Botkyrka   |
| Djurgårdens IF IBS      | Djurgården |
| Hudik/Björkberg IBK     | Hudik      |
| IBF Västerås            | Västerås   |
| Järfälla IBK            | Järfälla   |
| KAIS Mora IF            | Mora       |
| Salems IF               | Salem      |
| Strängnäs IBK           | Strängnäs  |
| Täby FC                 | Täby       |
| Team Thorengruppen SK   | Umeå       |
| Tyresö Trollbäcken IBK  | Tyresö     |
| Wibax Patriot IBK Piteå | Piteå      |

#### Tabelle
|    | Mannschaft              | Sp | S  | O (SD) | V  | T   | T   | TD  | P  |
| -- | ----------------------- | -- | -- | ------ | -- | --- | --- | --- | -- |
| 1. | Team Thorengruppen SK   | 22 | 16 | 3 (2)  | 3  | 172 | 118 | 54  | 53 |
| 2  | Djurgårdens IF IBS      | 22 | 10 | 9 (6)  | 3  | 148 | 121 | 27  | 45 |
| 3  | Salems IF               | 22 | 12 | 3 (1)  | 7  | 152 | 124 | 28  | 40 |
| 4  | Wibax Patriot IBK Piteå | 22 | 9  | 7 (5)  | 6  | 136 | 121 | 15  | 39 |
| 5  | Järfälla IBK            | 22 | 11 | 3 (1)  | 8  | 134 | 127 | 7   | 37 |
| 6  | Tyresö Trollbäcken IBK  | 22 | 8  | 4 (1)  | 10 | 134 | 129 | 5   | 29 |
| 7  | Strängnäs IBK           | 22 | 7  | 5 (2)  | 10 | 143 | 158 | −15 | 28 |
| 8  | Täby FC                 | 22 | 6  | 7 (2)  | 9  | 127 | 152 | −25 | 27 |
| 9  | Hudik/Björkberg IBK     | 22 | 5  | 9 (1)  | 8  | 149 | 158 | −9  | 25 |
| 10 | IBF Västerås            | 22 | 6  | 5 (2)  | 11 | 125 | 145 | −20 | 25 |
| 11 | KAIS Mora IF            | 22 | 5  | 7 (1)  | 10 | 120 | 150 | −30 | 23 |
| 12 | Balrog B/S IK           | 22 | 4  | 4 (2)  | 14 | 118 | 155 | −37 | 18 |

### Playoffs

#### 1. Runde
Die ersten vier der regulären Saison qualifizieren sich für die Halbfinals der Allsvenskan Södra.
|                         |   |                       | Serie | 1   | 2         | 3         |
| ----------------------- | - | --------------------- | ----- | --- | --------- | --------- |
| Salems IF               | – | Team Thorengruppen SK | 0:2   | 0:6 | 6:7 n. V. | –         |
| Wibax Patriot IBK Piteå | – | Djurgårdens IF IBS    | 2:1   | 5:4 | 2:8       | 4:3 n. V. |

#### 2. Runde
Somit steigt der Team Thorengruppen SK zur Saison 2016/17 in die Svenska Superligan auf.
|                         |   |                       | Serie | 1   | 2   | 3   |
| ----------------------- | - | --------------------- | ----- | --- | --- | --- |
| Wibax Patriot IBK Piteå | – | Team Thorengruppen SK | 1:2   | 7:3 | 4:6 | 7:8 |